# Bedways
Bedways ist ein deutsches Erotik-Filmdrama des Regisseurs Rolf Peter Kahl aus dem Jahr 2010.

## Handlung
Nina Bader, eine junge Regisseurin, möchte einen Film über „realen“ Sex und Liebe drehen, bei dem neben dem nur skizzierten Drehbuch Handlung aus dem Augenblick heraus entstehen soll. Sie trifft sich mit den Schauspielern Hans Alexander Dahn und Marie Traunstein für Probeaufnahmen in einem leeren Apartment in Berlin. Es zeigt sich, dass das Projekt nicht so einfach zu realisieren ist: Realität und Fiktion vermischen sich bei der Stückentwicklung, Nina Bader interagiert selbst als Person, nicht nur als Regisseurin.
Am sechsten Tag des mit Texteinblendungen in sieben Tage aufgeteilten Films unterhalten sich Regisseurin und Hauptdarsteller auf der Straße über ihr Kennenlernen drei Jahre zuvor, im Rahmen dessen es nicht zu Sex gekommen ist. Die beiden begeben sich in einen Darkroom; dort jeder in einen Raum, von wo aus er den anderen über Kamera und Bildschirm beobachten und über Telefon sprechen kann. Sie beobachten sich gegenseitig bei der Selbstbefriedigung und haben schließlich in einem der Räume Sex.
Am siebten Tag erklärt Nina Bader das Projekt für gescheitert, da sie unsicher ist, ob sie wahre Gefühle wirklich zeigen will.

## Kritik
„Während die durchaus explizite, dabei kühl-distanzierte Inszenierung einen deutlichen Kontrast zu den gängigen Softsex-Klischees schafft, gerät der intellektuelle Überbau bisweilen allzu bemüht. Als Bestandsaufnahme, die die Mentalität einer Berliner Bohème anhand des Umgangs mit Sex spiegelt, ist der Film dennoch aufschlussreich.“

## Produktion
Bedways wurde 2010 in Berlin gedreht und kam am 3. Juni desselben Jahres in die deutschen Kinos.